# Tora Bora

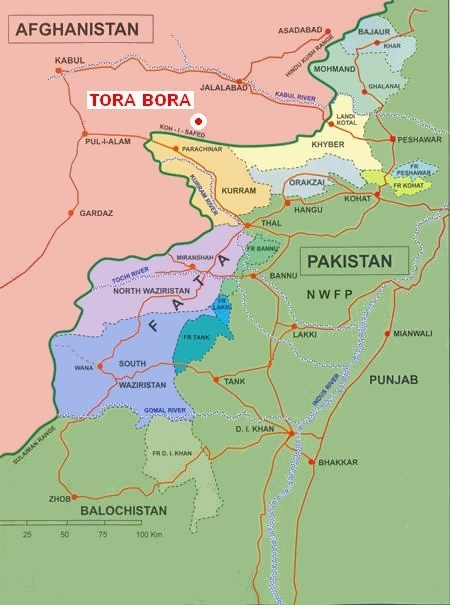
ligging van Tora Bora

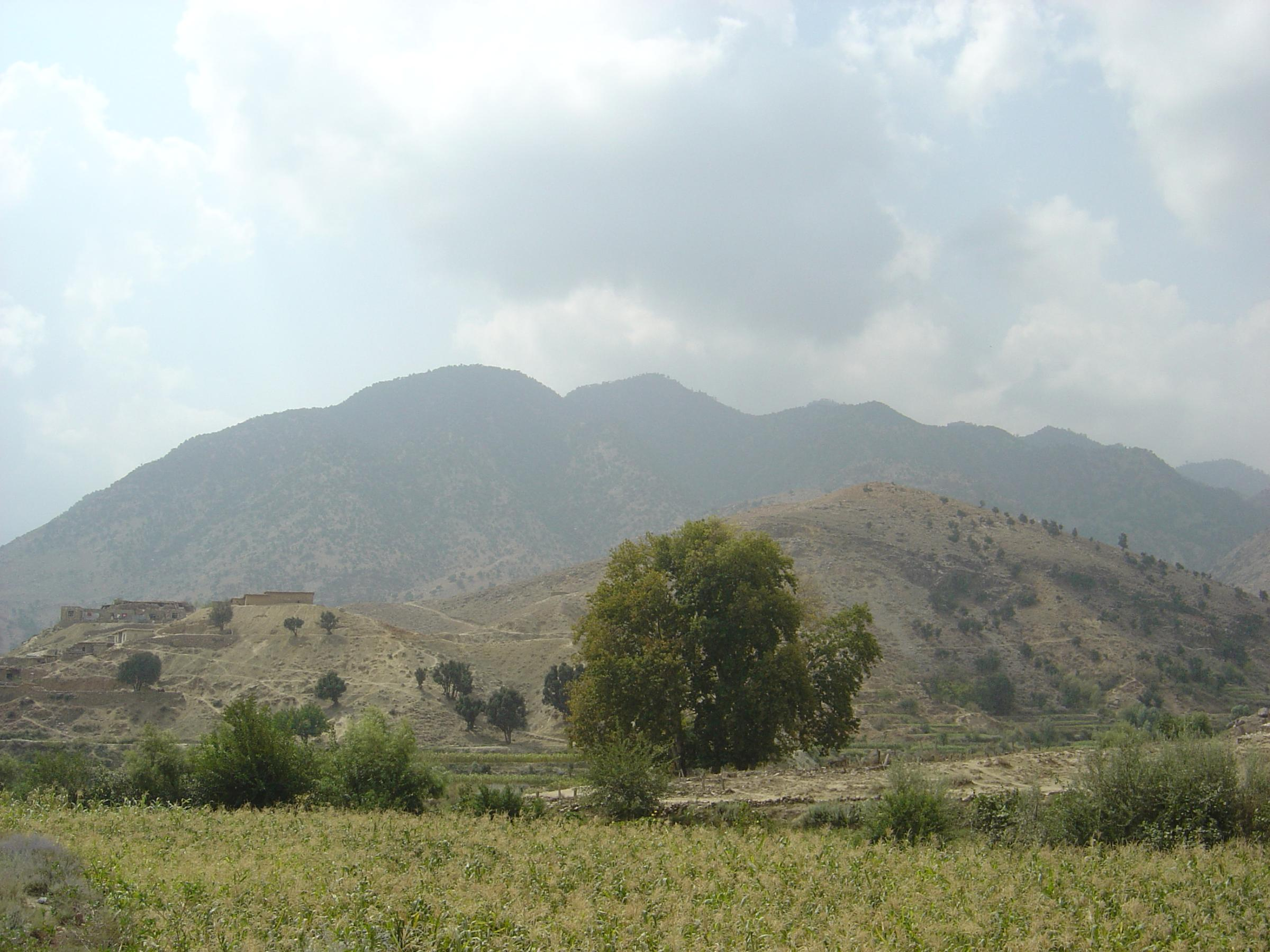
Gezicht op de bergen van Tora Bora

Tora Bora ("zwart stof") is de naam van een gebied gelegen in de provincie Nangarhar in het oosten van Afghanistan, ten zuidoosten van Kabul en ten zuidwesten van Jalalabad, nabij de grens met Pakistan. Het gebied werd eind 2001 bekend toen in de media en door de Amerikaanse overheid het beeld werd geschetst dat zich in dit gebied versterkte kampen met een uitgestrekt netwerk van tunnels bevonden in gebruik door de Taliban en al Qaida.
In 2001 was het gebied in gebruik bij al Qaida en men vermoedde dat het hoofdkwartier van Osama bin Laden er gevestigd was. Dit hoofdkwartier werd omschreven als een meerlagig grottencomplex met onder andere hydro-elektrische energievoorziening en hotelfaciliteiten. Er zou tevens een grote hoeveelheid munitie zijn opgeslagen.
Het gebied werd in december 2001 zwaar gebombardeerd met Daisy Cutters en hierna door Amerikaanse en Afghaanse troepen veroverd op al-Qaida en de overgebleven Talibanstrijders . Behalve kleine bunkers en kleine bovengrondse trainingskampen werd geen infrastructuur aangetroffen. Het is onduidelijk of het gebied ooit een basis is geweest voor offensieve operaties of alleen als ontsnappingsroute en schuilplaats heeft dienstgedaan.
De aangetroffen bunkers werden oorspronkelijk gebouwd begin jaren tachtig met assistentie van de CIA voor gebruik door de Moedjahedien ten tijde van de Sovjetoverheersing van Afghanistan. Het waren versterkte natuurlijke grotten waarvan sommige al sinds het midden van de 19e eeuw in gebruik waren bij de in dit gebied aanwezige guerrillastrijders.
De journalist Edward Jay Epstein claimt dat het idee van een 'grote ondergrondse basis' een simpele speculatie was gebaseerd op onbevestigde verhalen van een Sovjetsoldaat in een artikel gepubliceerd in 1996 in een Russisch militair blad. Dit werd volgens Epstein vervolgens overgenomen en overdreven door de internationale media en Amerikaanse beleidsmakers.
Momenteel heeft de lokale gouverneur plannen om het complex om te bouwen tot toeristische attractie.
De naam 'Tora Bora' geniet inmiddels wereldwijde bekendheid en wordt ook spreekwoordelijk gebruikt. 'Het lijkt hier wel Tora Bora' betekent iets als 'Het is hier een grote ravage'.